# Grønlands indlandsis
Grønlands indlandsis er det flere kilometer tykke isskjold, der dækker hovedparten af øen.
Grønlands samlede areal udgør 2.175.600 km2, heraf dækker indlandsisen 1.726.400 km2 og lokale iskapper uden for indlandsisen (Sukkertoppen Iskappe og Flade Isblink) 76.000 km2, hvorfor det isfrie areal udgør 383.000 km2.
Indlandsisen på Grønland dækker et areal svarende til omkring 81 % af Grønlands totale areal. Den indeholder ca. 2,8 millioner km3 is, som, hvis den smeltede, ville medføre en stigning af vandstanden i verdenshavene på 7,2 meter . Indlandsisen flyder mod kysterne i 22 større gletsjere.
Grønlands indlandsis har en negativ vandbalance, dvs. mister mere om sommeren end der gendannes om vinteren. På 14 år fra 2002 til 2016 har tendensen været at indlandsisen mister is i størrelsesordnen 269 Gigaton pr år svarende til 15.824 km2 pr år hvilket er syv gange mere end observeret 1990’erne. “Point of no return” er nået i 2000-erne.

## Topografi
Den grønlandske indlandsis består af to kupler adskilte af en lavning tværs over Grønland fra den sydlige del af Disko Bugt mod sydøst til lavlandet syd for Ammasalik. Den mindre, sydlige kuppel når en højde af 2850 meter over havet, den nordlige, på omkring 72°n.br., når over 3.200 meter over havet. Isens højdeakse ligger forskudt mod øst.  Omkring 65% af indlandssisens overflade liggere mere end 2000 meter over havet. Ved randen er indlandisen forholdsvis stejl, men længere inde på isen er stigningen ringe. 
Randen af indlandsisen er navngivet med mange gletsjere, se engelsksproget liste over gletsjere.
Tykkelsen er flere steder på mere end 2 kilometer og på det tykkeste mere end 3 km. Middeltykkelsen er 2.135 meter.  Omkring en trediedel af isen ligger under havets overflade, så Grønlands indlandsis minder om en skål, hvis rand dannes af kystbjerge, fyldt til randen med is og med to flade toppe midt på. 
Det viser sig nu at flydende vand er en permanent del af Grønlands indlandsis, idet man har konstateret et stort vandreservoir under isens overflade i Sydgrønland.
Issøer er almindeligt forekommende og der er fundet mere end 50 subglaciale søer (isdækkede søer). Smeltevandet danner issøer på overfladen af indlandsisen, hvilket medfører yderligere smeltning af indlandsisen. Hydrofrakturer er revner i isen, der på kort tid kan tømme en overfladesø for vand.

## Klima
Den laveste registrerede temperatur er ÷66 °C (målt ved den britiske overvintringsstation Northice, mens den laveste temperatur ved stationen Centrale er ÷65 °C). Ved en overvintring i 1949-1950 havde man kun 6 dage med temperaturer under ÷60 °C. De laveste temperaturer forekommer i februar eller marts. Dette skyldes forholdet mellem ind- og udstråling. I hele mørketidem, fra november til februar, er der ingen indstråling, kun udstråling, og overfladen bliver derfor stærkt afkølet. Når solen vender tilbage, begynder indstrålingen, men efter som 70-90% af denne tilbagekastes fra den hvide sneoverflade, vil udstrålingen fortsat være større end indstrålingen. I juli når temperaturen sit højeste med ca. ÷10 °C. Kun undtagelsesvis når temperaturen op til frysepunktet. 

## Snebalance
Den altovervejende nedbør falder som sne. I randområderne kan det regne i sommerperioden, men denne regn vil enten løbe af eller fryse til is ved kontakt med den kolde is. Snepålejringen varierer betydeligt, stigende mod syd. 
Nedgang i ismængden skyldes dels afsmeltning, dels kælvningen ved kysten (afbrækningen af isbjerge). Det er skønnet, at nettopålejning sker på over 1.439.800 km2 eller 83,5% af indlandsisen, og afsmeltningszonen omfatter 286.600 km2 eller 16,5% af indlandsisen.
Bevægelsen i de gletsjere, som fra indlandsisen, varierer meget: den hurtigste er Jakobshavn Isbræ, der flytter sig ca. 30 meter i døgnet, de hurtigste gletsjere bevæger sig 20-30 meter i døgnet, mindre aktive 3-10 meter i døgnet og de langsommeste kun 30 meter om året (ca. 8 cm i døgnet). Det er beregnet, at der "produceres" isbjerge af i alt 240 km3 is om året, heraf 120 km3 ved vestkysten og 90 km3 ved østkysten.  I perioden 2000-2015 har Grøndlands indlandsis mistet ca. 739 gigaton is, hvor 30% kom fra Jakobhavns Isbræ og fire andre gletsjere, deraf 17,5 km3 i august måned 2015.
Der er gjort flere forsøg på at lave en samlet vandbalanceberegning for indlandsisen, men resultaterne har været vidt forskellige og vidner om den store usikkerhed, der knytter sig til sådanne beregninger.

## Dannelse
Indlandsisen på Grønland er omtrent 110.000 år gammel. . Den blev formentlig dannet gennem en sammensmeltning af flere isolerede iskapper og gletsjere dannede som højlandsgletsjere i israndsområderne både mod vest og øst i sidste del af Pliocæn eller omkring begyndelsen af Pleistocæn som følge af en klimaændring, hvor den globale gennemsnitstemperatur faldt; under denne epoke var der flere istider. På Grønland skete nedisningen hurtigt. Undersøgelser af fossilt DNA fra bunden af indlandsisen viser stor biodiversitet af den forhistoriske grønlandske fauna og flora. Danske forskere har taget nye metoder i brug til undersøgelse af små mængder DNA i isborekernerne fra bunden af indlandsisen.

## Afsmeltningen
I de sidste årtier har den grønlandske indlandsis mistet noget af sit volumen. Det er for nylig blevet estimeret gennem målinger af ændringen af isens totale masse, at indlandsisen årligt mistede omkring 239 km³ i begyndelsen af det 21. århundrede. Disse målinger kom fra NASA’s satellit GRACE opsendt i 2002. . Afsmeltningen er i 2013 steget til ca. 430 km³ ifølge DTU Space, der også har beregnet det største tab på en enkelt dag til 12 km³ (25. juli 2013). En anden opgørelse viser at afsmeltningen i 2013 var på 600 km³. Dette tal er fremkommet ved nøjagtige studier af ændringer af gletsjerne. DMI, GEUS og DTU Space formidler de seneste observationer og den nyeste viden om is- og klimaudviklingen i Arktis.
Det frygtes at det ferske smeltevand kan bremse eller standse Grønlandspumpen og dermed interferere med den termohaline cirkulation og standse Golfstrømmen.
Isstrømningerne i indlandsisen er uforudsigelig og gør afsmeltningen til en stor klimajoker. Afsmeltningen af Grønlands indlandsis er ansvarlig for 0,7 millimeter af de 3 millimeter, som havet stiger på et år, som i 2016.

## Under isen
Nogle af de spor, som indlandsisen dækker i det nordligste Grønland, er to subglaciale nedslagskratere, Hiawatha-krateret efter en kilometer-stor jernmeteorit og et andet noget ældre nedslagskrater kun 183 km fra Hiawatha-krateret.